# いずみ緑道

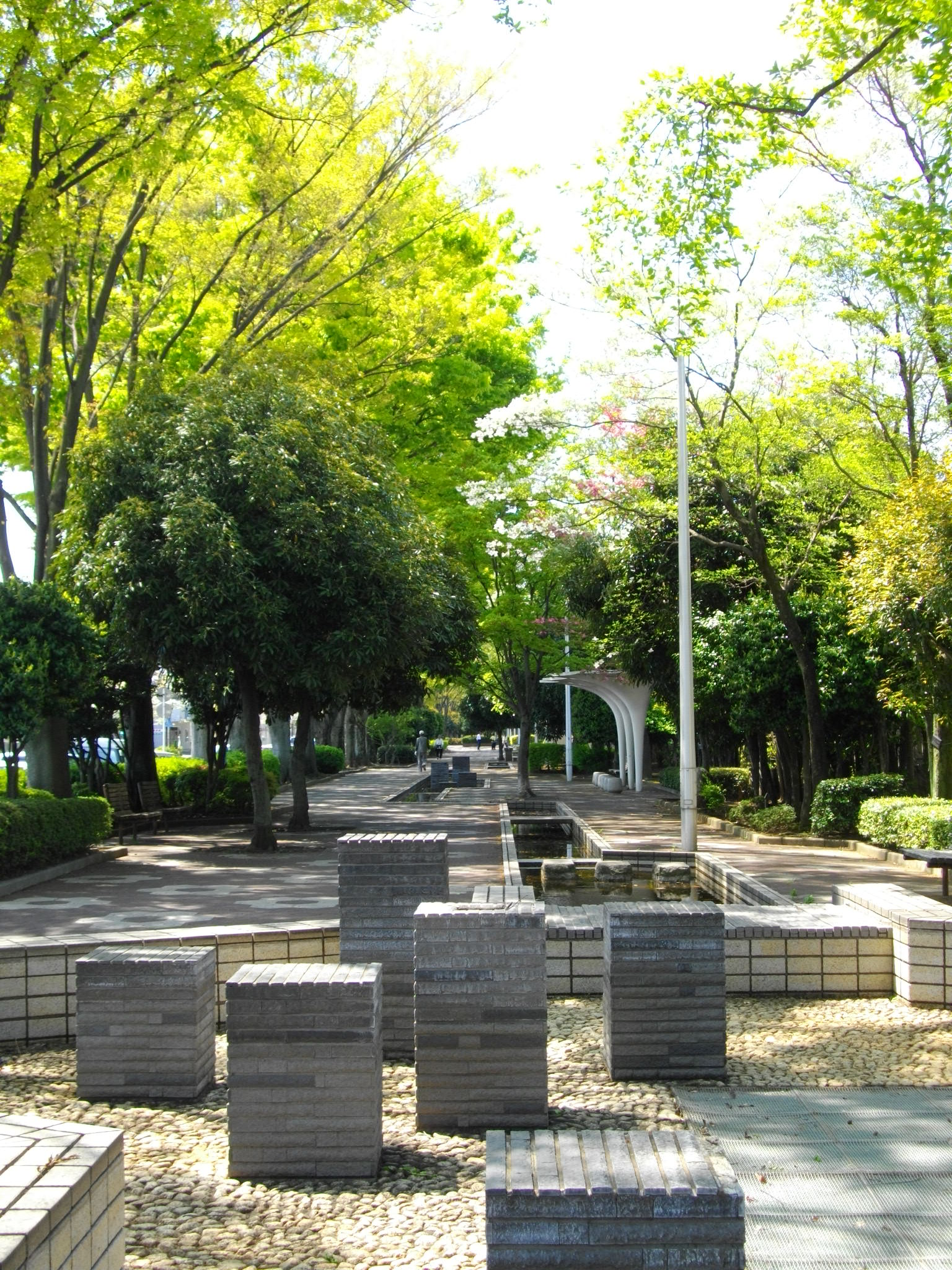
いずみ緑道

いずみ緑道（いずみりょくどう）は、群馬県邑楽郡大泉町にある遊歩道である。日本の道100選および美しい日本の歩きたくなるみち500選に指定されている。

## 概要
全区間を通して様々な植物で緑化され、西小泉駅前には噴水や水路もある他、数箇所に彫刻なども設置されている。
ほとんどの区間で歩行者用の通路と自転車用の通路が分かれており、散歩のコースとしても、サイクリングコースとしても人気が高い。ただし、夜遅くになるとほとんど照明がなくなる区間があるため注意が必要である。
現在は大泉町観光協会主催のイベントの会場となっている。（2024年は年7回開催）

## 歴史

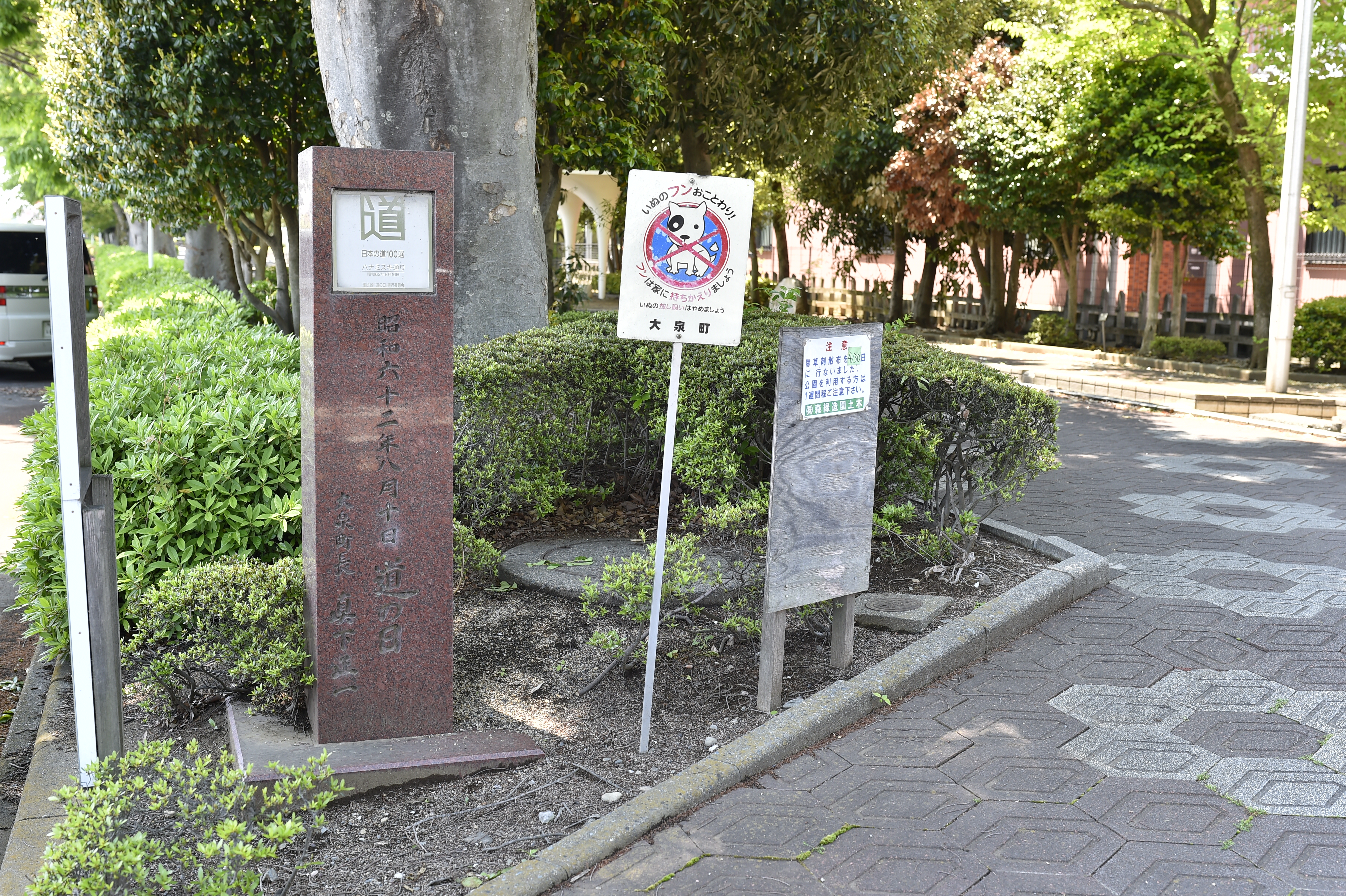
「日本の道100選」顕彰碑

昭和初期、中島飛行機工場で生産された飛行機の輸送のための軍需道路として、現在の車道部分のハナミズキ通りが造られた。また同時期、現在の太田市や大泉町で生産された物資を首都圏に輸送するための軍需鉄道として、現在の緑道部分にあたる東武仙石河岸線（貨物線）が建設された。
1976年（昭和51年）に東武仙石河岸線が廃止されると、西小泉駅から大泉総合体育館（旧新小泉駅付近）までの線路の跡地利用として1978年（昭和53年）から整備が始められた。
その後、大泉総合体育館から県道314号線を超える陸橋が造られて利根川近くの町民野球場（旧仙石河岸駅付近）まで延長された他、1996年には、西小泉駅から東武小泉線の線路沿いに城之内公園まで延長された。
現在、各地に見られる緑道のさきがけの一つであり、西小泉駅から南に伸びる町道の「ハナミズキ通り」の西側で平行する緑道区間は、1987年（昭和62年）に日本の道100選に指定された。1988年（昭和63年）手づくり郷土賞（やすらぎとうるおいのある歩道）受賞。
1994年（平成6年）には、読売新聞社選定の新・日本街路樹100景に選定された。
また、2004年（平成16年）には、美しい日本の歩きたくなるみち500選に選定された。